# 1895-ös magyar teniszbajnokság
Az 1895-ös magyar teniszbajnokság a második magyar bajnokság volt. A bajnokságot július 23. és 24. között rendezték meg Balatonfüreden, a Stefánia Yacht Egylet pályáján.

## Eredmények
| Versenyszám  | Arany            | Arany | Ezüst                             | Ezüst | Bronz                             | Bronz |
| ------------ | ---------------- | ----- | --------------------------------- | ----- | --------------------------------- | ----- |
| Férfi egyéni | Dürr Károly BBTE |       | gróf Dessewffy Aladár Stefánia YE |       | Vaniek László BBTEWein Árpád BBTE |       |